# George M. Dallas
George M. Dallas (Philadelphia, 1792. július 10. – Philadelphia, 1864. december 31.) az Amerikai Egyesült Államok szenátora (Pennsylvania, 1831–1833).